# Etiopiska inbördeskriget
Etiopiska inbördeskriget var ett inbördeskrig i Etiopien, som började den 12 september 1974 efter att den marxistiska organisationen Dergen, ledd av Mengistu Haile Mariam, genomförde en statskupp mot kejsar Haile Selassie. Kriget varade fram tills Etiopiska folkets revolutionära demokratiska front (EPRDF), en samling rebellgrupper, 1991 lyckades störta regimen. Efter att landet, som traditionellt sett varit ett kejsardöme, övergick till att bli en republik, styrdes det av en militärjunta som därefter kom in i blodiga inbördesstrider. Mariam gjorde landet till en auktoritär enpartistat med kommunistiska tendenser.
Bakgrunden till kriget kan härledas till de etniska spänningarna, matbristen, de ekonomiska problemen på grund av oljekrisen 1973 och ett starkt missnöje i stora delar av det etiopiska samhället, som ej klarats upp efter Dergens maktövertagande. På flera håll, däribland i den f.d. italienska kolonin Eritrea, ärvde den nya regimen väpnade konflikter som upprorsmakarna fått till stånd. I Ogaden, som hade en somalisk majoritetsbefolkning, hade västsomaliska upprorsrörelser uppstått, något som skulle leda till mellanstatliga krig med grannlandet Somalia 1977-1978. De politiska oroligheterna kulminerade i en mycket brutal röd terror, där flera tiotusentals människor dödades. Torkkatastrofer och det brutala styret, som senare skulle komma att bli totalitärt i maktbruk, utlöste en våg av folkligt missnöje som förvärrade situationen i Etiopien.
Medan det eritreanska självständighetskriget fortsatte i den nordliga regionen Eritrea, började flera väpnade motståndsrörelser, däribland TPLF från Tigrayregionen i norr att organisera sig mot den etiopiska militären. 1989 bildades paraplyorganisationen Etiopiska folkets revolutionära demokratiska front (EPRDF) av samtida motståndsrörelser. I maj 1991 avancerade EPRDF styrkor mot den etiopiska huvudstaden Addis Abeba. Sovjetunionen, som året före hade stoppat det militära biståndet, kunde inte intervenera för att rädda regimen. Mariam flydde från landet och sökte asyl i Zimbabwe.
När kriget var över hade mellan 230 000 och 1,4 miljoner människor dött.

### Fotnoter
1. ↑  New York Times
2. ↑  Der Spiegel
3. ↑  Valentino, Benjamin A. (2004). Final Solutions: Mass Killing and Genocide in the Twentieth Century. Ithaca: Cornell University Press. sid. 196. ISBN 0-8014-3965-5